# Île McDonald
Pour les articles homonymes, voir McDonald.
L’île McDonald est une île d'Australie située dans le sud de l'océan Indien, dans le territoire extérieur des îles Heard-et-MacDonald. 

## Géographie
L'île McDonald est la plus grande des îles McDonald, un petit archipel situé à 75 kilomètres à l'ouest de l'île Heard avec laquelle elle constitue le territoire extérieur des îles Heard-et-MacDonald avec d'autres îlots et rochers. Ce territoire australien est situé dans le sud de l'océan Indien, entre l'Australie, Madagascar et l'Antarctique.
L'île repose sur des calcaires surmontés d'un plateau de tufs traversés de dykes de phonolites et de dômes de lave. 
Elle ne mesure qu'un kilomètre carré de superficie et culmine à 230 mètres d'altitude au sommet du volcan mont McDonald. 
Ce volcan est entré en éruption en 1992 après un sommeil de 75 000 ans[réf. nécessaire]. Sa dernière éruption s'est produite le 10 août 2005. L'émission de coulées de lave qui ont rejoint la mer ont agrandi l'île au point que son point culminant s'est déplacé dans le nord de l'île et que celle-ci a fusionné avec l'ancienne île de Flat Island. Ce remaniement de la topographie et du littoral de l'île a créé de nouvelles plages et de nouveaux refuges pour les oiseaux marins, les phoques et les éléphants de mer dans une région très poissonneuse mais offrant peu de terres émergées pour le repos de ces espèces. Leur reproduction serait alors favorisée après la rapide colonisation de ces plages.

## Histoire
Le capitaine William McDonald, à bord du Samarang découvre l'île, qui portera son nom, le 4 janvier 1854.
L'île McDonald et les autres îles du territoire reviennent à l'Australie en 1947.
En 1971 et 1980, l'île est visitée par des équipes de scientifiques débarquant dans la baie Williams.
Depuis le 11 février 2019, l'administration australienne maintient, en permanence, un occupant afin d'éviter le pillage des ressources de l'île.
Elle est inscrite sur la liste du patrimoine mondial de l'UNESCO en 1997.  